# Żmudź
Żmudź è un comune rurale polacco del distretto di Chełm, nel voivodato di Lublino.
Ricopre una superficie di 135,83 km² e nel 2004 contava 3 461 abitanti.